# Graham Ward (Theologe)
Graham John Ward (* 25. Oktober 1955 in Manchester) ist ein britischer anglikanischer Priester und Theologe. Er war Samuel Ferguson Professor of Philosophical Theology and Ethics an der University of Manchester und ist seit 2012 in der Nachfolge von Marilyn McCord Adams Regius Professor of Divinity an der University of Oxford.

## Bildungsweg
Graham Ward wurde am 25. Oktober 1955 in Manchester geboren. Sein erstes Studium absolvierte er in den Fächern Englisch und Französisch am Fitzwilliam College (Cambridge). Anschließend studierte er Theologie am Selwyn College (Cambridge) und wurde zugleich am Westcott House, einem theologischen College der anglikanischen Kirche in Cambridge, auf seine Ordination vorbereitet.

## Akademische und geistliche Laufbahn
Ward war Kaplan und Fellow des Exeter College (Oxford), Lecturer an der University of Birmingham und Dekan in Peterhouse (Cambridge). Er wurde 1990 zum Diakon und 1991 zum Priester geweiht. An der University of Manchester bekleidete er nacheinander mehrere Positionen. Zunächst war er von 1997 bis 1998 Senior Fellow in Religion and Gender, anschließend Professor of Contextual Theology and Ethics und ab 2009 schließlich Samuel Ferguson Professor for Philosophical Theology and Ethics sowie Vorsitzender der School of Arts, Histories and Culture. Seit 2012 ist er Regius Professor of Divinity an der University of Oxford.

## Forschung
Ward hat auf unterschiedlichen Feldern der Theologie gearbeitet, insbesondere zur postmodernen Theologie, sowie interdisziplinär auch in den Bereichen der Philosophie, Psychoanalyse, Gender Studies und Queer Theory. Er hat Arbeiten zur Theologie der Sprache, dem Postmodernismus, der Kulturanalyse sowie zur Christologie veröffentlicht. In jüngerer Zeit hat er besonders zur Christliche Soziallehre, politischen Theorie und kulturellen Hermeneutik gearbeitet. Durch seine Beteiligung an dem Sammelband Radical Orthodoxy: A New Theology, den er gemeinsam mit John Milbank und Catherine Pickstock herausgab, wurde er zu einem der Hauptinitiatoren der theologischen Strömung der Radical Orthodoxy. Er ist Herausgeber von drei wissenschaftlichen Buchreihen: Radical Orthodoxy (Routledge), Christian Theology in Context (OUP) und Illuminations: Religion & Theology (Blackwell).

## Veröffentlichungen

### Monographien
- Barth, Derrida and the language of theology. Cambridge University Press 1995, ISBN 9780521657082.
- Theology and Contemporary Critical Theory. Macmillan 1996, ISBN 0-415-23335-6.
- Cities of God. Routledge 2000, ISBN 9780415202565.
- True Religion. Blackwell Publishers 2002, ISBN 9780631221746.
- Cultural Transformation and Religious Practice. Cambridge University Press 2004, ISBN 9780521540742.
- Christ and Culture. Blackwell Publishers 2005, ISBN 9780521540742.
- The Politics of Discipleship: Becoming Postmaterial Citizens. SCM Press 2009, ISBN 9780334043508.
- Unbelievable: Why We Believe and Why We Don’t. I.B.Tauris & Co Ltd, 2014, ISBN 9781780767352.

### Herausgeberschaft
- The Postmodern God: a Theological Reader. Blackwell Publishers 1997, ISBN 9780631201410.
- (mit John Milbank und Catherine Pickstock:) Radical Orthodoxy: A New Theology. Radical Orthodoxy, Routledge 1998, ISBN 978-0-415-19699-4.
- The Certeau Reader. Blackwell Publishers 2000, ISBN 9780631212799.
- The Blackwell Companion to Postmodern Theology. Blackwell Publishers 2004, ISBN 9781405127196.
- (mit Michael Hoelzl) Religion and Political Thought. Continuum 2006, ISBN 9780826480057.